# Anthophora robbi
Anthophora robbi är en biart som beskrevs av Cockerell 1911. Anthophora robbi ingår i släktet pälsbin, och familjen långtungebin. Inga underarter finns listade i Catalogue of Life.